# Artturi Aalto
Arthur (Artturi) August Aalto (ban đầu là Silfver; 2 tháng 5 năm 1876 Karjalohja - 25 tháng 4 năm 1937 Tuusula) là một nhà báo và chính trị gia của Đảng Dân chủ Xã hội Phần Lan. Ông được bầu vào Quốc hội Phần Lan trong cuộc bầu cử năm 1919 từ tỉnh Uusimaa và tiếp tục là nghị sĩ cho đến năm 1933. Aalto là thành viên của cử tri đoàn để chọn Tổng thống Phần Lan năm 1925 và 1931.